# Tiburzio Vergelli

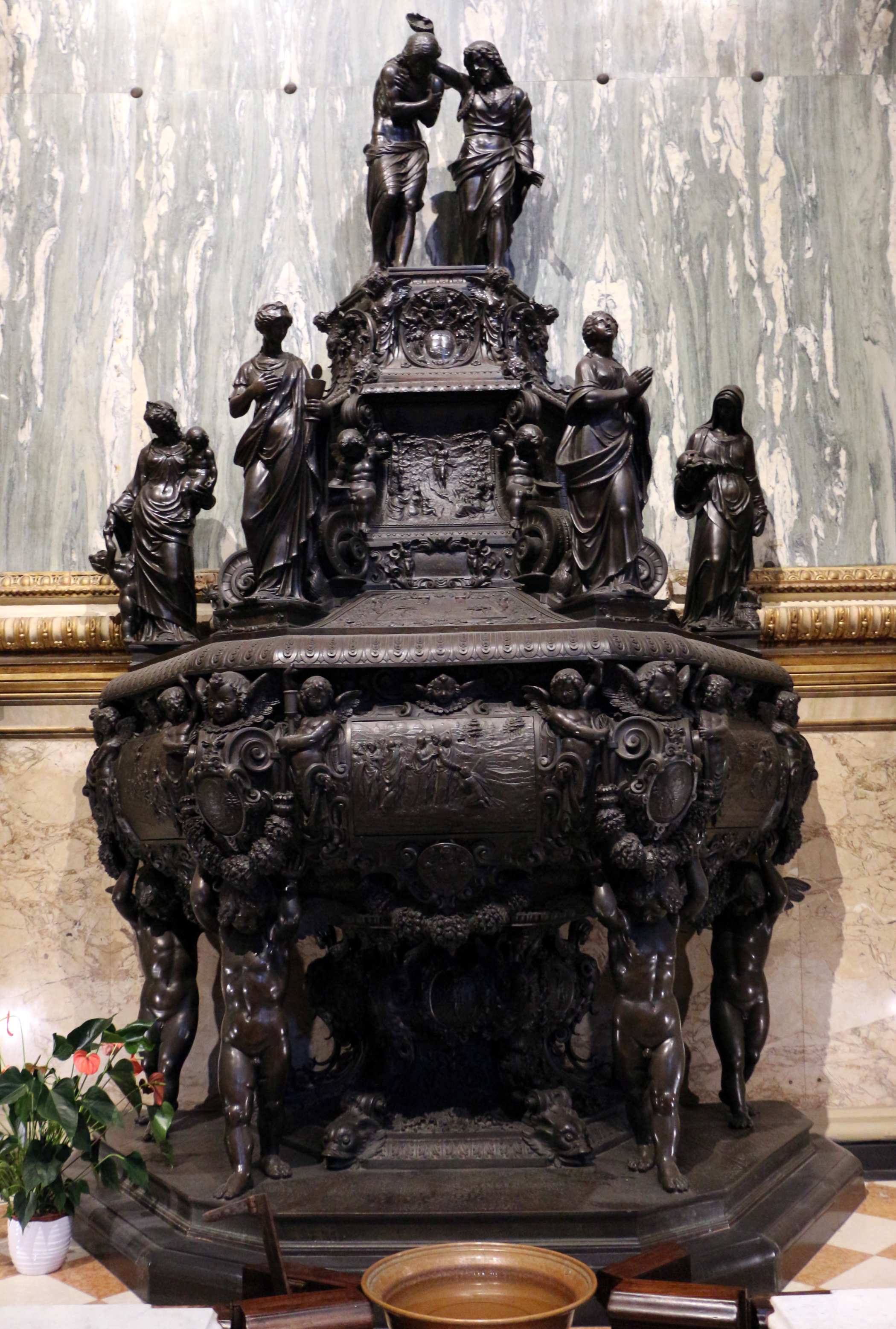
Chrzcielnica w baptysterium sanktuarium w Loreto.

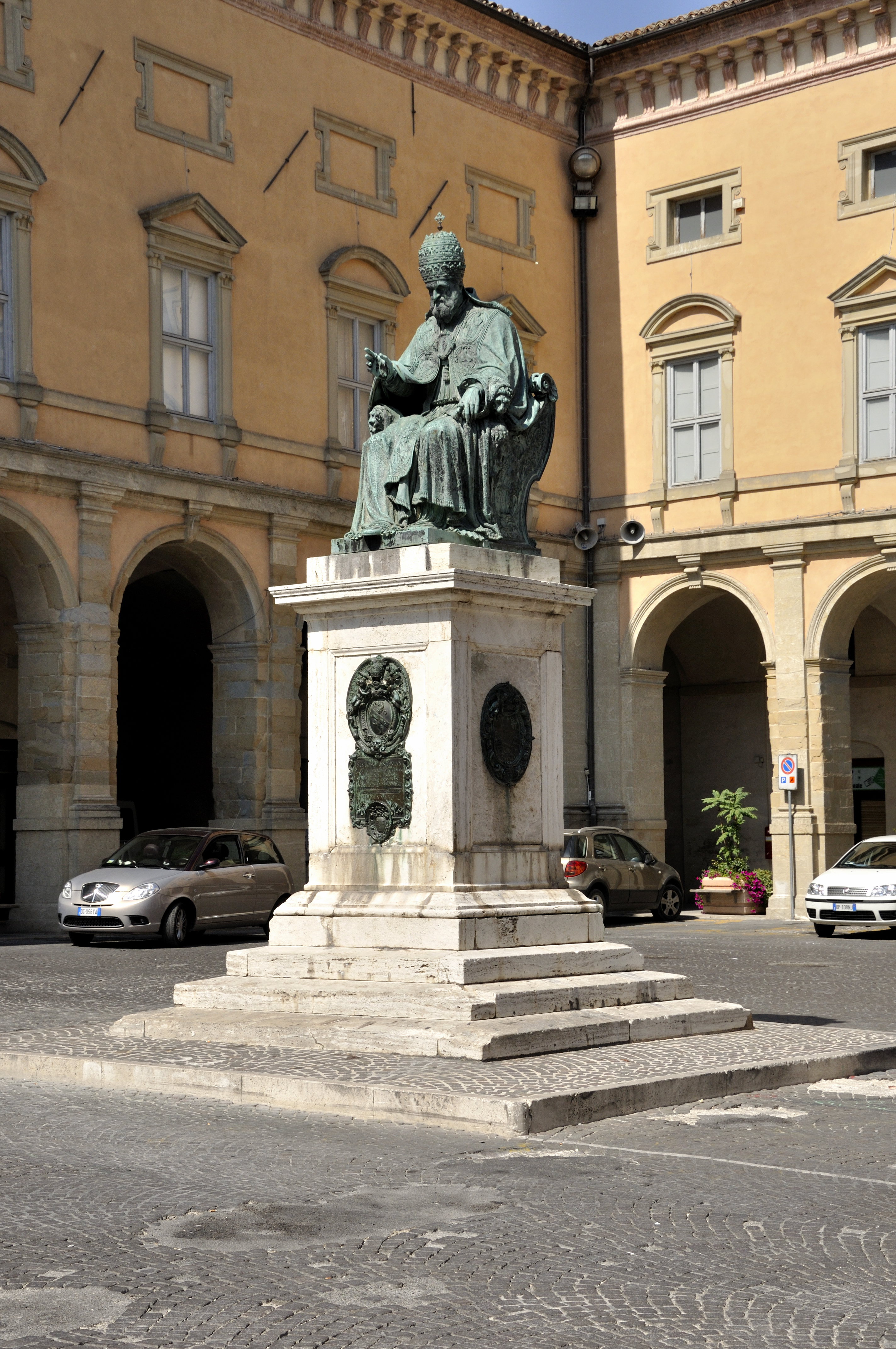
Pomnik Sykstusa V w Camerino.

Tiburzio Vergelli (ur. 1551 w Camerino, zm. 1609 w Recanati) – włoski rzeźbiarz i odlewnik.
Urodził się w miejscowości Camerino, należącej do prowincji Marche. Szkolił się w tamtejszym  warsztacie Antonio Calcagniego i Girolama Lombardo. Do jego wczesnych dzieł należy pomnik papieża Sykstusa V, stojący w jego rodzinnym mieście.
Krótko po wyborze nowego papieża, Urbana VIII, stworzył następny pomnik Sykstusa przeznaczony dla loretańskiej Bazylika Santa Casa.
Statua ta wiernie wykorzystuje wzorzec poprzedniej. Jego dziełem są również drzwi południowe zdobiące tę samą świątynię. Między 1600 a 1608 rokiem pracował w Loreto nad chrzcielnicą, razem z Sebastiano Sebastianim i Giovannim Battistą Vitalim. Zmarł w 1609 roku w Recanati.